# Bassarona piratica
Bassarona piratica es una especie de  Lepidoptera de la familia Nymphalidae,  subfamilia Limenitidinae, tribu Adoliadini.

## Subespecies
- Bassarona piratica piratica
- Bassarona piratica medaga (Fruhstorfer)
- Bassarona piratica sarmana (Fruhstorfer)

## Localización
Esta especie y las subespecies se encuentran localizadas en las islas de Filipinas. 